# Château de Wallingford
Le château de Wallingford (Wallingford castle en anglais) était un château fort médiéval situé près de la ville de Wallingford dans l'Oxfordshire (mais situé jusqu'en 1974 dans le Berkshire) à proximité de la Tamise. Il est aujourd'hui en ruine. 

## Historique

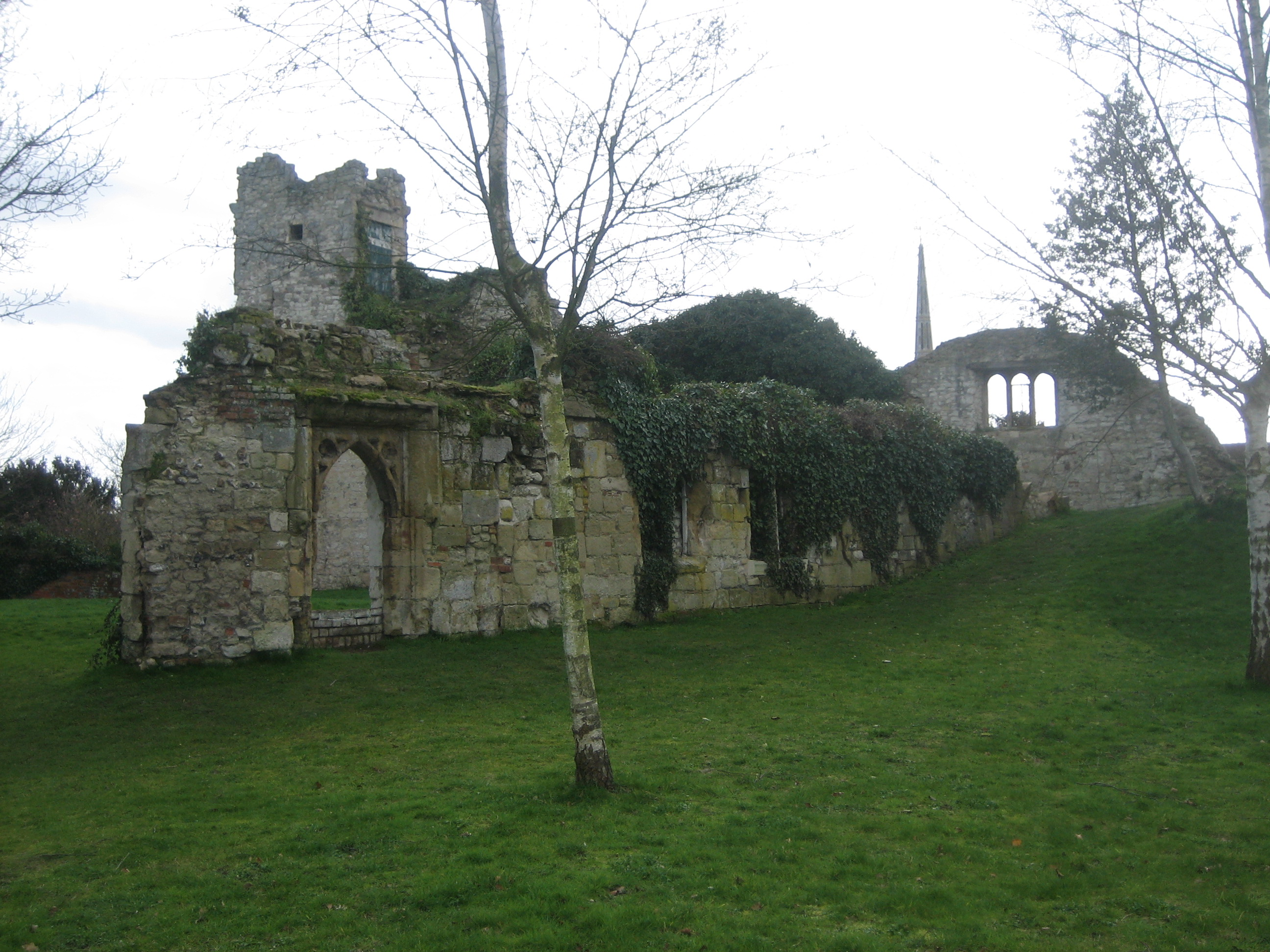
Une partie des ruines du château : St Nicholas College.

Il a d'abord été construit par Robert d'Oilly, un noble normand qui avait suivi Guillaume le Conquérant en Angleterre en 1066. Il est dit que ce fut le roi Guillaume lui-même qui ordonna la construction du château à D'Oilly entre 1067 et 1071 qui fut édifié selon le canon de la construction militaire de l'époque, la motte féodale. 
Durant l'anarchie, la guerre civile anglaise, Brien FitzCount, partisan de Mathilde l'Emperesse, dota le château de prisons. Plus tard, elles accueillirent des personnages célèbres tels que le roi Édouard Ier d'Angleterre, Richard de Cornouailles, Henri de Cornouailles, Owen Tudor, Marguerite d'Anjou et Charles, duc d'Orléans.
Le château fut assiégé, en 1143, par le roi Étienne d'Angleterre puis dix ans après, il fut le lieu d'un traité qui mit fin à la guerre civile.